# Grusonia robertsii
Grusonia robertsii là một loài thực vật có hoa trong họ Cactaceae. Loài này được Rebman mô tả khoa học đầu tiên năm 2006.